# Eddie Baker (actor)
Eddie Baker (17 de noviembre de 1897 – 4 de febrero de 1968) fue un actor cinematográfico de nacionalidad estadounidense. 
Nacido en Davis, Virginia Occidental, su nombre completo era Edwin King Baker. Participó en 177 filmes entre 1917 y 1965.
Falleció en Hollywood, California, en 1968, a causa de un enfisema.

## Selección de su filmografía
- Identity Unknown (1945)
- Choo-Choo! (1932)
- Free Eats (1932)
- Bacon Grabbers (1929)
- Near Dublin (1924)
- Brothers Under the Chin (1924)
- Zeb vs. Paprika (1924)
- Postage Due (1924)
- Smithy (1924)
- The Soilers (1923)
- A Man About Town (1923)
- Short Orders (1923)
- Oranges and Lemons (1923)
- Her Dangerous Path (1923)
- Gas and Air (1923)
- Kill or Cure (1923)
- Collars and Cuffs (1923)
- Under Two Jags (1923)